# Xã Michigan, Quận Valley, Nebraska
Xã Michigan (tiếng Anh: Michigan Township) là một xã thuộc quận Valley, tiểu bang Nebraska, Hoa Kỳ. Năm 2010, dân số của xã này là 84 người.